# 氢氧化铈(III)
氢氧化铈(III)是一种无机化合物，化学式为Ce(OH)3。

## 制备
氢氧化铈(III)可由硝酸铈和氢氧化钠在水溶液中反应，沉淀得到：
Ce(NO3)3 + 3 NaOH → Ce(OH)3↓ + 3NaNO3

## 化学性质
氢氧化铈(III)可以被过氧化氢氧化，产生Ce(OH)3(OOH)。